# Niclas Sigevall
Erik Niclas Sigevall, född 29 januari 1965 i Skövde, är en svensk musiker.
Sigevall var trumslagare bland annat i bandet Electric Boys under 1980-talet och 1990-talet. Han lämnade Electric Boys inför den tredje skivan Freewheelin' 1994.  
1995 gick Sigevall.med i bandet Reptile Smile där hans tidigare Electric Boys-kollega Franco Santunione redan var medlem. 
År 2009 återförenades gruppen med Sigevall bakom trummorna. 